# Opération All Clear
Insurrections au Nord-Est de l'Inde
L'opération All Clear est une opération militaire menée par les forces de l'armée royale du Bhoutan contre des groupes d'insurgés séparatistes de l'Assam (en) dans les régions du sud du Bhoutan entre le 15 décembre 2003 et le 3 janvier 2004. Il s'agit de la première opération menée par l'armée royale du Bhoutan.

## Contexte
En 1990, l'Inde a lancé les opérations Rhino et Bajrang contre les groupes séparatistes de l'Assam. Face à une pression continue, les militants assamais ont déplacé leurs camps au Bhoutan.
Dans les années 1990, le Front uni de libération de l'Assam (ULFA) et le Front démocratique national de Bodoland (NDFB) auraient aidé le gouvernement du Bhoutan à expulser la population de l'ethnie Lhotshampa, occupant les terres laissées par les réfugiés.
En 1996, le gouvernement du Bhoutan a pris connaissance d'un grand nombre de camps à sa frontière sud avec l'Inde. Les camps ont été mis en place par quatre mouvements séparatistes assamais : l'ULFA, le NDFB, la Bodo Liberation Tigers Force (en) (BLTF) et l'Organisation de libération du Kamtapur (KLO). Les camps abritaient également des séparatistes appartenant au Conseil national socialiste du Nagaland (en) (NSCN) et à la All Tripura Tiger Force (en) (ATTF).
Les camps avaient été établis dans le but de former des cadres et de stocker du matériel, tandis que les jungles épaisses de la région permettaient également aux militants de lancer facilement des attaques en territoire indien.
L'Inde a alors exercé une pression diplomatique sur le Bhoutan, offrant son soutien pour retirer les organisations rebelles de son sol. Le gouvernement du Bhoutan a initialement recherché une solution pacifique, ouvrant le dialogue avec les groupes militants en 1998. Cinq séries de pourparlers ont eu lieu avec l'ULFA, trois avec le NDFB, le KLO ignorant toutes les invitations envoyées par le gouvernement. En juin 2001, l'ULFA a accepté de fermer quatre de ses camps, cependant, le gouvernement bhoutanais s'est vite rendu compte que les camps avaient simplement été déplacés.
KLO aurait également été impliqué dans l'établissement de liens entre les maoïstes népalais et la Bhutan Tiger Force (en), une organisation militante bhoutanaise. Cela a renforcé la détermination du gouvernement bhoutanais à lancer l'opération.
Le 19 juillet 2003, un groupe de parlementaires bhoutanais a proposé d'augmenter le nombre de milices bhoutanaises, en introduisant une formation de milice à la suisse pour tous les citoyens âgés de 18 à 50 ans. La motion a été rejetée par le ministre des Affaires étrangères Jigme Thinley et le général de brigade Batoo Tshering (en), qui a affirmé que 5 000 soldats de l'armée royale du Bhoutan ont été déployés à la frontière du pays avec l'Inde.
Le 3 août 2003, plus de 15 hommes armés ont attaqué une base de l'ULFA à Kinzo, à 22 kilomètres de Samdrup Jongkhar, tuant deux membres de l'ULFA. Les assaillants ont pris la fuite après que les rebelles ont riposté. Le lendemain, un groupe de 10 à 12 hommes armés a attaqué des membres de l'ULFA résidant dans une maison abandonnée à Babang. Quatre hommes armés et un combattant de l'ULFA ont péri dans la rencontre. En réponse, une porte-parole de l'ULFA a imputé les attaques aux mercenaires et aux combattants de l'ULFA engagés par le gouvernement indien. Les responsables indiens ont attribué les attaques aux luttes intestines des rebelles.
Au cours de l'année 2003, le Bhoutan a rétabli sa force de milice. Au 15 septembre 2003, la milice bhoutanaise comptait 634 volontaires. Les volontaires de la milice ont été déployés dans les régions du sud du pays, après avoir suivi une période de formation de deux mois. La milice du Bhoutan a joué un rôle de soutien pendant le conflit.
En 2003, les pourparlers n'avaient produit aucun résultat significatif. Le 14 juillet 2003, l'intervention militaire est approuvée par l'Assemblée nationale. Le 13 décembre 2003, le gouvernement bhoutanais a lancé un ultimatum de deux jours aux rebelles. Le 15 décembre 2003, après l'expiration de l'ultimatum, l'opération All Clear, la première opération menée par l'armée royale du Bhoutan, a été lancée.

## Opération

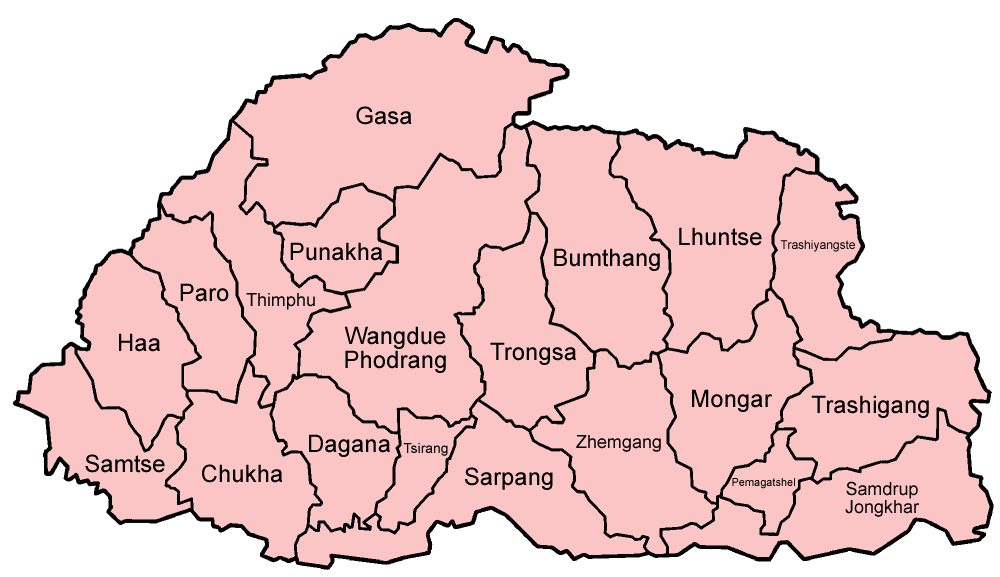
Carte du Bhoutan.

Selon deux témoignages distincts de commandants de l'ULFA, un major de l'armée royale du Bhoutan a visité un campement de l'ULFA 14 décembre 2003, affirmant que le roi du Bhoutan prévoyait de faire une visite amicale le lendemain. Ayant reçu le roi à de nombreuses autres reprises, l'opération qui suivit surprit complètement les militants.
Le 15 décembre 2003, l'armée royale du Bhoutan inflige de lourdes pertes aux rebelles. Parmi les morts se trouvait le commandant de l'ULFA, Rahul Datta. Au total, 90 rebelles se sont rendus. L'armée s'est emparée du quartier général du commandement central de l'ULFA situé à Phukatong à Samdrup Jongkhar.
Le 16 décembre 2003, l'armée indienne déploie 12 bataillons le long de la frontière avec le Bhoutan pour empêcher l'infiltration des rebelles. L'Inde a également fourni des hélicoptères afin d'aider les troupes de l'armée royale du Bhoutan à évacuer les blessés. Des affrontements ont eu lieu à Kalikhola, Tintala et Bukka. Dix camps de rebelles ont été détruits en fin de journée.
Le 18 décembre 2003, un groupe de rebelles de l'ULFA se rend à Buddha Vihar, après s'être caché dans la jungle pendant trois jours.
Le 20 décembre 2003, cinq jours après le lancement des opérations, les militants ont été délogés des 30 camps, les camps ont été incendiés et rasés. Pendant ce temps, les troupes de l'armée ont poursuivi leurs efforts pour combattre les poches de résistance dans les forêts denses des districts du sud.
Le 25 décembre 2003, cinq militants de haut rang, dont le vice-président du KLO, Harshabardhan Barman, sont transférés à Tezpur, en Inde, par un hélicoptère de l'armée indienne.
Au 25 décembre 2003, l'armée royale du Bhoutan avait tué environ 120 militants. Ils ont réussi à capturer plusieurs commandants supérieurs de l'ULFA. Un grand nombre de rebelles ont fui vers le Bangladesh et l'Inde.
Le 27 décembre 2003, l'armée royale du Bhoutan a confisqué 500 fusils d'assaut AK 47/56 et une énorme quantité d'autres types d'armes, notamment des lance-roquettes, des mortiers et du matériel de communication, ainsi que plus de 100 000 cartouches. Un canon anti-aérien a également été retrouvé à l'intérieur du quartier général de l'ULFA. Les rebelles et civils capturés ainsi que les armes et munitions saisies ont été remis au gouvernement indien.
Le 30 décembre 2003, un camp de l'ULFA à Goburkonda est capturé, après avoir été précédemment soumis à des tirs de mortier. Un groupe électrogène, 20 tonnes de riz et des postes de télévision figuraient parmi les objets confisqués.
Le 3 janvier 2004, l'armée royale du Bhoutan a détruit 35 postes d'observation rebelles supplémentaires.

## Conséquences
Dans une action de suivi de l'opération, 22 civils bhoutanais ont été reconnus coupables d'avoir aidé les séparatistes avec des accusations allant de l'approvisionnement des militants en nourriture à la fourniture de services en échange d'argent. En juillet 2004, 123 autres citoyens bhoutanais étaient jugés pour des accusations similaires.
Entre 2008 et 2011, la police royale du Bhoutan (en) et le personnel de l'armée royale du Bhoutan ont entrepris de nombreuses actions contre des militants non identifiés. Plusieurs échanges de tirs ont eu lieu alors que le personnel militaire du Bhoutan devait éliminer plusieurs engins explosifs et détruire un certain nombre de camps de guérilla. Les incidents qui ont eu lieu au cours de la période comprennent :
- La mort d'un soldat de l'armée royale du Bhoutan en 2010 dans la région de Gabrukanda. Les rebelles du NDFB auraient été impliqués dans le meurtre[20].
- Les forces de sécurité découvrent cinq nouveaux camps du NDFB au Bhoutan le 1er août 2010[21].
- Deux soldats de l'armée royale du Bhoutan ont été blessés par des bombes posées par le NDFB le 12 octobre 2010.
- Au moins quatre membres de la police royale du Bhoutan ont été blessés après avoir été pris en embuscade par un groupe de 15 à 20 militants en tenue de camouflage dans la région de Sarpang au Bhoutan, le 20 février 2011. Les rebelles du NDFB sont soupçonnés d'être à l'origine de l'attaque. Un porte-parole du NDFB a appelé à la divulgation d'informations concernant la disparition de plusieurs dirigeants du NDFB lors de l'opération All Clear, tout en niant toute implication dans l'attaque[22],[23].